# Ethanal
Ethanal (alternativt ætanal) eller acetaldehyd er en organisk forbindelse, medlem af aldehyderne, i form af en lugtende, brændbar væske uden farve. Ethanal har sumformlen CH3CHO. Det er et nedbrydningsprodukt og et mellemprodukt i katabolismen af alkohol.
Ethanal er efter formaldehyd (rettere methanal) den simpleste af aldehyderne. Ethanal er aldehyd af ethan, dvs det har en kulstofkæde med to kulstofatomer. Ethanal forekommer blandt andet i gylle. Ved nedbrydningen af ethanol gennem alkoholdehydrogenasen dannes der ethanal. Antabus forhindrer nedbrydningen af ethanal til ethansyre, hvilket skaber ubehagelige følger for antabuskonsumenterne.[kilde mangler]
MV= 44,05; SMP= -123,5 °C; KP= 21 °C